# Cáo xám Nam Mỹ
Cáo xám Nam Mỹ (danh pháp hai phần: Lycalopex griseus) là loài động vật thuộc họ Chó. Cáo xám Nam Mỹ sống ở miền nam Nam Mỹ, đặc biệt ở Argentina và Chile. Phạm vi của nó bao gồm một dải, cả hai mặt của dãy núi Andes giữa song song với 17º B (phía bắc Chile) và 54 º N (Tierra del Fuego).
Ở Argentina, loài này sống ở khu vực phía Tây bán khô cằn của đất nước, từ các mũi núi Andes (khoảng 69 º T) đến kinh tuyến 66 º T. Phía nam từ sông Río Grande, phân bố của loài cáo này mở rộng đến bờ biển Đại Tây Dương. Tại Chile, nó hiện diện trong cả nước. Sự hiện diện của nó tại Peru đã được đề cập, cho đến nay, tuy nhiên, đã không có xác nhận về điều này.
Cáo xám Nam Mỹ được du nhập vào quần đảo Falkland vào cuối thập kỷ 1920 - đầu thập kỷ 1930. Có những quần thể cáo trên đảo Beaver, đảo Weddell, và một số hòn đảo nhỏ.

## Hình ảnh

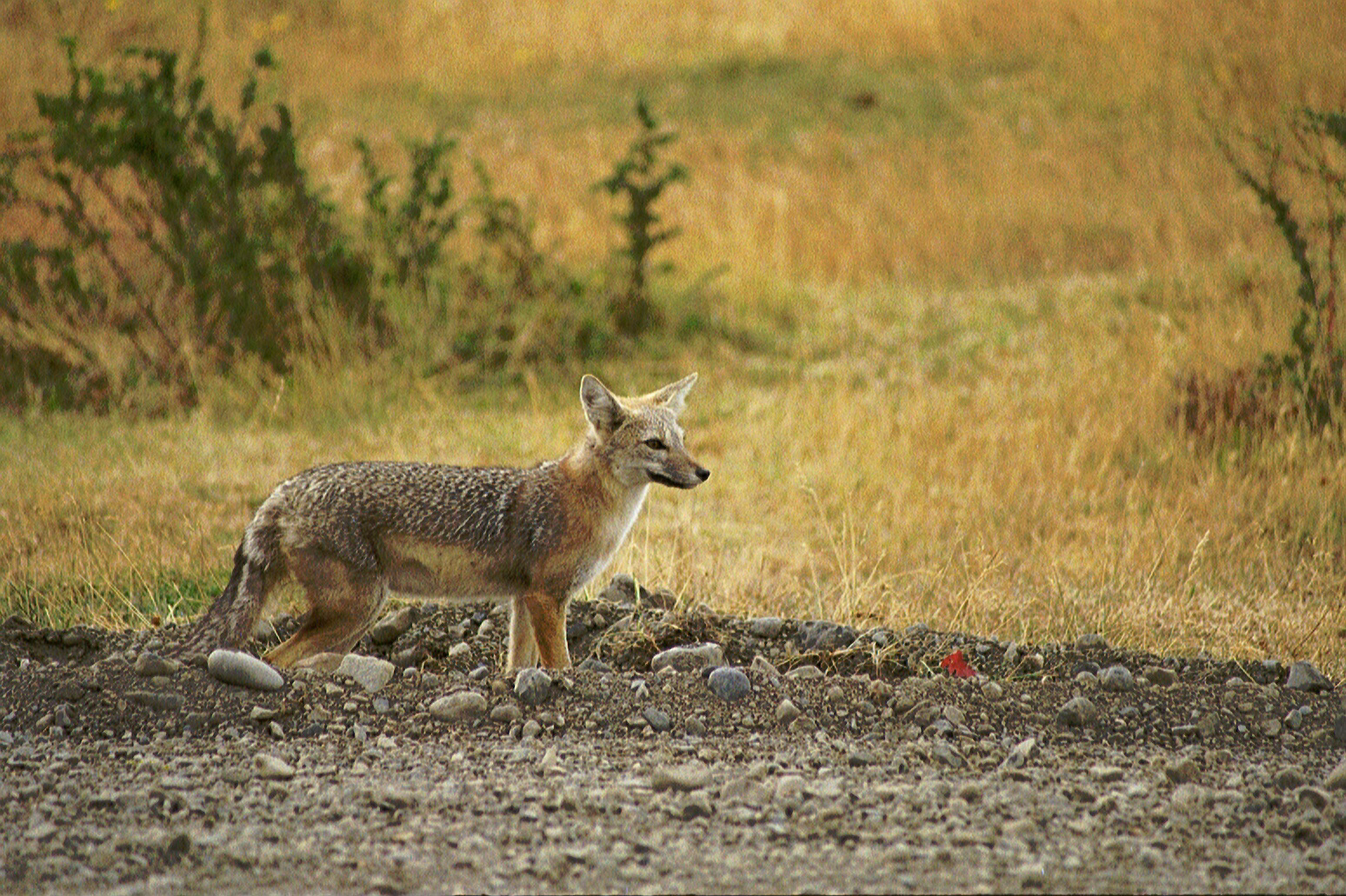
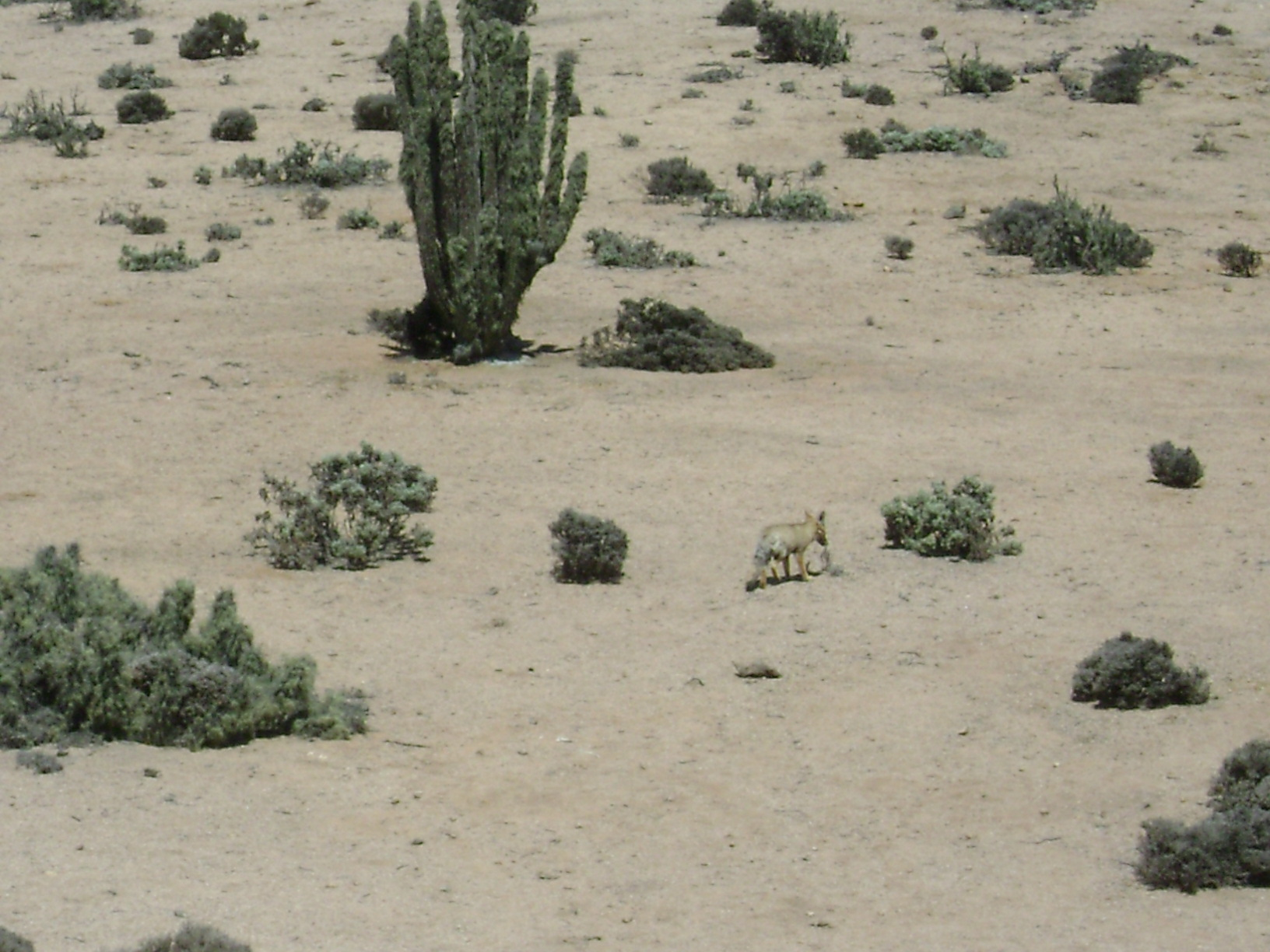
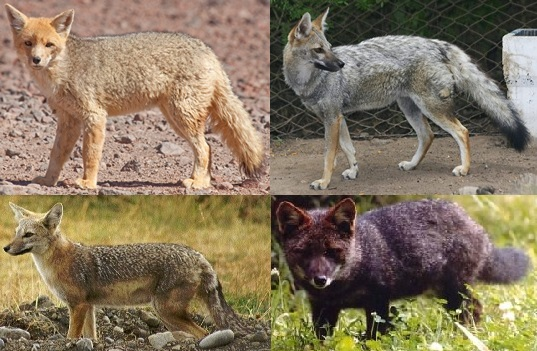
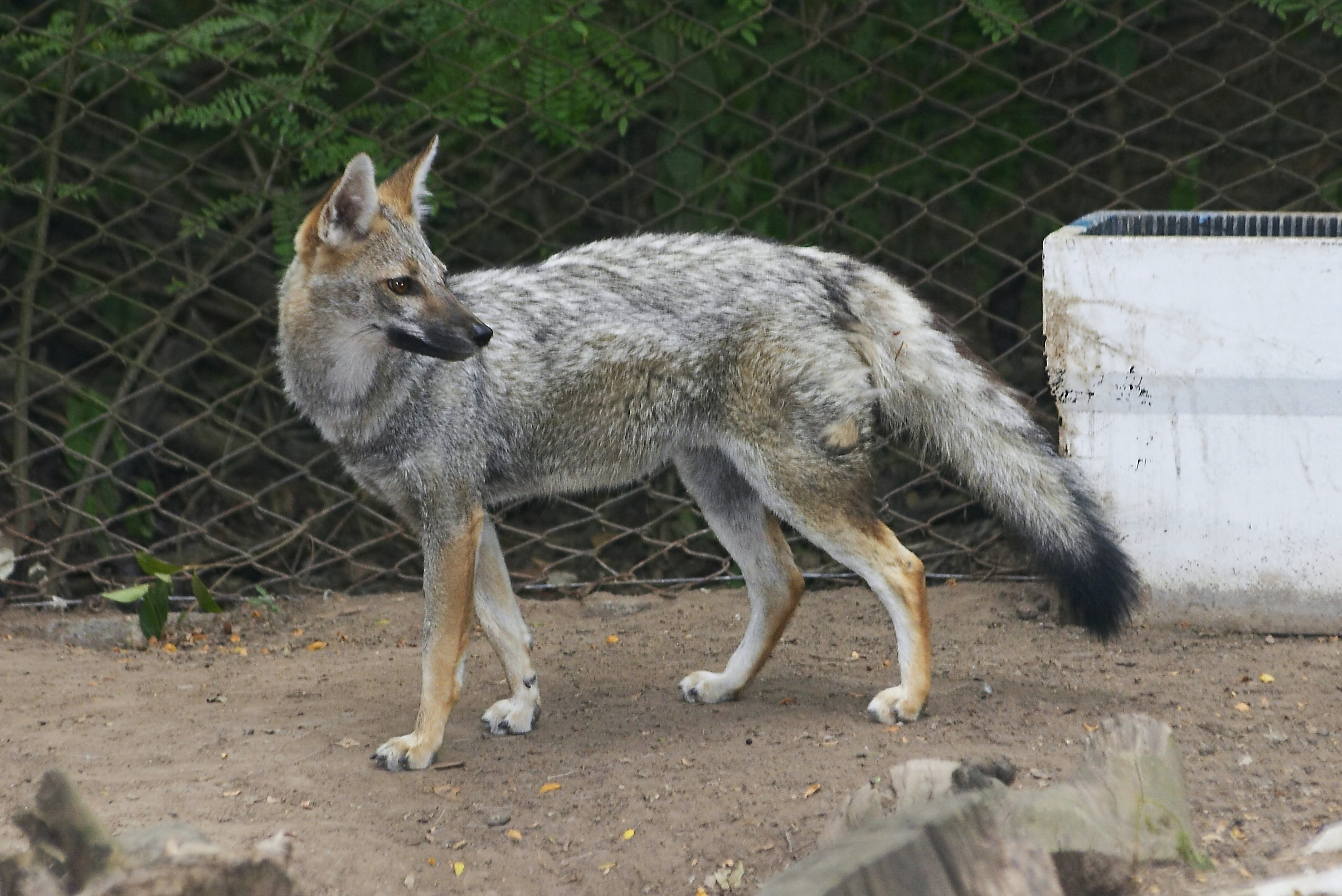